# Goar
Goar (em grego: Γοάρ; romaniz.: Goár) foi um godo do século VI. Foi capturado na Dalmácia durante a guerra de 536-539 e foi levado para Constantinopla. Quando a guerra eclodiu novamente no começo da década de 540, planejou uma conspiração contra os bizantinos, mas foi exilado por um longo tempo em Antinoópolis, no Egito, até ser finalmente reconvocado pelo imperador Justiniano. Em 552, persuadiu Ildigisal a fugir de Constantinopla e marchou em direção ao território dos gépidas. No caminho, foram perseguidos pelos oficiais Arácio, Recitango, Leoniano e Arimudo, mas os mataram enquanto bebiam água de um rio. Procópio de Cesareia descreveu-o como impetuoso e energético e em revolta contra seu cárcere.